# Elinor Wonders Why
Elinor Wonders Why is een Canadees-Amerikaanse animatieserie geproduceerd door Pipeline Studios en Shoe Ink. De serie is gedistribueerd door PBS Kids, en gemaakt door Jorge Cham en Daniel Whiteson.

## Verhaal
De show met verkenningsthema moedigt kinderen aan om hun nieuwsgierigheid te volgen, vragen te stellen wanneer ze het niet begrijpen en antwoorden te vinden met behulp van wetenschappelijke onderzoeksvaardigheden. De hoofdpersoon Elinor, het meest oplettende en nieuwsgierige konijn in Animal Town net ten noorden van Natural Forest, Californië, laat kinderen van 3 tot 5 jaar kennismaken met wetenschap, natuur en gemeenschap door middel van avonturen met haar vrienden Olive en Ari. Elke aflevering bevat twee geanimeerde verhalen van 11 minuten plus interstitiële inhoud waarin Elinor en haar klasgenoten genieten van Señor Tapir die over beroemde natuuronderzoekers zingt of die mevrouw Mole verhalen leest.